# Lane Johnson
Lane Johnson (ur. 8 maja 1990 roku w Groveton w stanie Teksas) – amerykański zawodnik futbolu amerykańskiego, grający na pozycji offensive tackle. W rozgrywkach akademickich NCAA występował w drużynie Uniwersytetu Oklahoma.
W roku 2013 przystąpił do draftu NFL. Został wybrany przez drużynę Philadelphia Eagles w pierwszej rundzie (4. wybór). W drużynie z Pensylwanii występuje do tej pory.